# Gräns- och sjöbevakningsskolan
Gräns- och sjöbevakningsskolan (fi: Raja- ja merivartiokoulu) är Gränsbevakningsväsendets läro- och forskningsanstalt inom gränssäkerhet och sjöräddning i Finland. Skolans verksamhet fördelar sig på två utbildningscentra i Esbo och Imatra. Den marina utbildningen sker vid Porkala sjöbevakningsstation.

## Utbildning
Gräns- och sjöbevakningsskolan utbilder Gränsbevakningsväsendets alla personalgrupper och anordnar också fortbildning för sina samarbetsmyndigheter. I fortbildningarna medverkar till exempel personal från polisen, tullen, försvarsmakten och sjöräddningen.
Skolan planerar och utvecklar Gränsbevakningsväsendets utbildningssystem. Skolan genomför och utvecklar ledarskapsutbildning inom sjöräddning och utbildning för gränskontroll, gränsövervakning, brottsbekämpning, det militära försvaret, hundverksamhet samt situationskontroll i samband med gränsbevakning.
Gräns- och sjöbevakningsskolan svarar för den riksomfattande rekryteringen av gränsbevakare. Gränsbevakarna utbildas under en grundkurs för gränsbevakare vid Gräns- och sjöbevakningsskolan. Grundutbildningen är indelad i specificerade modulstudier och ger färdigheter och befogenheter inom något av följande områden: gränsövervakning, gränskontroller, sjöfart eller flygverksamhet. Utbildningen innefattar närundervisning, webbaserad undervisning, grupparbeten, självstudier och inlärning i arbetet.
Undervisning som leder till examen på kandidat- eller magisternivå i militärvetenskaper och generalstabsofficersexamen ges huvudsakligen vid Försvarshögskolan. De officerare som börjar arbeta vid Gränsbevakningsväsendet väljs ut i samband med valet av vapenslag efter det första studieåret innan ämnesstudierna inleds.  Gräns- och sjöbevakningsskolan svarar för den utbildning inom gränssäkerhet som ingår i examina.

## Forskning
Gräns- och sjöbevakningsskolan ansvarar för forskning och utveckling i samband med gränsbevakningsverksamheten. Skolans forskning- och informationstjänstenhet ansvarar för forskningen inom gränssäkerheten och sjöräddningen, för den direkta utvecklingen av Gränsbevakningsväsendets verksamhet och för Gränsbevakningsväsendets informationstjänst.
Gränsbevakningsväsendets centrala forskningsområden är gränssäkerhet, sjöräddning, säkerhetsadministration och internationellt samarbete.

## Internationell verksamhet
Gräns- och sjöbevakningsskolan deltar i internationellt utbildningssamarbete. Skolan är en samarbetsläroanstalt (Partnership Academy) för EU:s gränsförvaltningsbyrå Frontex. Skolan deltar i planering och genomförande av den utbildning och forskning inom gränssäkerhetsområdet som samordnas av Frontex. Skolan bär ett särskilt ansvar för lärarutbildning och utbildning av utvärderare som bedömer tillämpningen av Schengenregelverket.

## Beväringsutbildning
Gräns- och sjöbevakningsskolan svarar för specialgränsjägarutbildningen för beväringar. Specialgränsjägarkompaniets mångsidiga och utmanande utbildning ger beväringarna beredskap att arbeta under kristider inom de mest krävande gränssäkerhets- och stridsuppgifterna vid Gränsbevakningsväsendet.